# Маунт Олив (округ Куса, Алабама)
Маунт Олив (енгл. Mount Olive, Coosa County) насељено је место без административног статуса у америчкој савезној држави Алабама.

## Демографија
По попису из 2010. године број становника је 371.
| Група             | 2000.    | 2010.       |
| Белци             | 0 (0,0%) | 276 (74,4%) |
| Афроамериканци    | 0 (0,0%) | 86 (23,2%)  |
| Азијати           | 0 (0,0%) | 0 (0,0%)    |
| Хиспаноамериканци | 0 (0,0%) | 2 (0,5%)    |
| Укупно            | 0        | 371         |